# Patinatge artístic als Jocs Olímpics d'hivern de 2002
Als Jocs Olímpics d'Hivern de 2002 celebrats a la ciutat de Salt Lake City (Estats Units) es disputaren quatre proves de patinatge artístic sobre gel, una en categoria masculina, una altra en categoria femenina i dues en categoria mixta per parelles.
Les proves es disputaren entre els dies 9 i 21 de febrer de 2002 a les instal·lacions del Delta Center. Hi participaren un total de 143 patindors, entre ells 72 homes i 71 dones, de 35 comitès nacionals diferents.

## Resum de medalles

### Categoria masculina
| Prova              | Or             | Argent           | Bronze         |
| Individual Detalls | Alexei Yagudin | Evgeni Plushenko | Timothy Goebel |

### Categoria femenina
| Prova              | Or           | Argent          | Bronze        |
| Individual Detalls | Sarah Hughes | Irina Slutskaya | Michelle Kwan |

### Categoria mixta
| Prova            | Or                                           | Argent                                 | Bronze                                         |
| Parelles Detalls | Rússia Elena Berezhnaya · Anton Sikharulidze | No es concedí                          | R.P. de la Xina Shen Xue · Zhao Hongbo         |
| Parelles Detalls | Canadà Jamie Salé · David Pelletier          | No es concedí                          | R.P. de la Xina Shen Xue · Zhao Hongbo         |
| Dansa Detalls    | França Marina Anissina · Gwendal Peizerat    | Rússia Irina Lobacheva · Ilia Averbukh | Itàlia Barbara Fusar Poli · Maurizio Margaglio |

## Medaller
| Posició | País            | Or | Argent | Bronze | Total |
| 1       | Rússia          | 2  | 3      | 0      | 5     |
| 2       | Estats Units    | 1  | 0      | 2      | 3     |
| 3       | Canadà          | 1  | 0      | 0      | 1     |
| 3       | França          | 1  | 0      | 0      | 1     |
| 5       | Itàlia          | 0  | 0      | 1      | 1     |
| 5       | R.P. de la Xina | 0  | 0      | 1      | 1     |
|         |                 |    |        |        |       |
| Total   | Total           | 5  | 3      | 4      | 12    |